# Sonntagshorn
Sonntagshorn – szczyt w Alpach Chiemgawskich, części Alp Bawarskich. Leży na granicy między Austrią (Salzburg), a Niemcami (Bawaria). Jest to najwyższy szczyt Alp Chiemgawskich. Leży na południowy wschód od Ruhpolding.